# NGC 882
NGC 882 је лентикуларна галаксија у сазвежђу Ован која се налази на NGC листи објеката дубоког неба.
Деклинација објекта је + 15° 48' 53" а ректасцензија 2h 19m 39,8s. Привидна величина (магнитуда) објекта NGC 882 износи 13,9 а фотографска магнитуда 14,9. NGC 882 је још познат и под ознакама UGC 1789, MCG 3-6-52, CGCG 462-1, CGCG 461-73, NPM1G +15.0088, PGC 8874.